# Dragiša Pešić
Dragiša Pešić, cyr. Драгиша Пешић (ur. 8 sierpnia 1954 w Danilovgradzie, zm. 8 września 2016 w Podgoricy) – czarnogórski polityk i ekonomista, parlamentarzysta i minister, w latach 2001–2003 ostatni w historii premier Federalnej Republiki Jugosławii.

## Życiorys
W 1978 ukończył studia ekonomiczne na Uniwersytecie w Sarajewie. Pracował w sektorze finansowym. W latach 90. działał w Demokratycznej Partii Socjalistów Czarnogóry, był dyrektorem tego ugrupowania. Zasiadał w parlamencie federalnym Jugosławii, w którym przewodniczył komisji budżetowej. Przez dwie kadencje stał na czele zgromadzenia miejskiego Podgoricy, przez pewien czas pełnił też obowiązki burmistrza.
W okresie konfliktu w DPS opowiedział się po stronie Momira Bulatovicia, został członkiem komitetu wykonawczego powołanej przez tegoż Socjalistycznej Partii Ludowej Czarnogóry. Pełnił też funkcję wiceprzewodniczącego tego ugrupowania. W 1998 objął urząd ministra finansów w rządzie federalnym, na czele którego stanął lider SNP. Pozostał na tym stanowisku także w 2000, kiedy to premierem został Zoran Žižić. W lipcu 2001 Dragiša Pešić zastąpił go na funkcji premiera, sprawując ją do czasu likwidacji urzędu w marcu 2003. W późniejszych latach zasiadał w Zgromadzenia Czarnogóry, działał nadal w SNP. W 2007 powołany w skład kierownictwa państwowej instytucji kontrolnej.
Dragiša Pešić był żonaty, miał dwoje dzieci.